# Kim Young-Gwon
Kim Young-Gwon (Hangul: 김영권), född den 27 februari 1990 i Jeonju, är en sydkoreansk fotbollsspelare som spelar för Ulsan Hyundai. Han tog OS-brons i herrfotbollsturneringen vid de olympiska fotbollsturneringarna 2012 i London. 